# L'Alsace meurtrie
L'Alsace meurtrie est un tableau de Gustave Doré (1832-1883), propriété de la Collectivité européenne d'Alsace.
Cette huile sur toile, présentée au Salon de Paris de 1872, fut peinte peu de temps après la fin de la Guerre de 1870. L’Alsace y est personnifiée sous les traits d’une veuve affligée par une double disparition, celle de son mari dont il est sous-entendu qu’il est mort au combat et celle de sa terre natale, l'Alsace, territoire devenu allemand.

## Contexte
Cette toile a été peinte à la fin de la guerre franco-prussienne (1870-1871), conflit dont la France sort vaincue et qui aboutit à la cession à l’Allemagne de l’Alsace et d’une partie de la Lorraine conformément au Traité de Francfort de 1871 (L’Alsace perd ainsi son identité française).
Les Alsaciens doivent alors choisir, ou rester français et quitter l’Alsace, ou rester en Alsace et devenir citoyen allemand.

## Le peintre
Gustave Doré est né à Strasbourg le 6 janvier 1832 dans le quartier médiéval, aux pieds de la cathédrale. À l’âge de quinze ans, Gustave Doré est remarqué par un éditeur parisien qui l’engage comme caricaturiste et illustrateur. Il connaît rapidement la notoriété et devient un spécialiste recherché, il illustrera plus de deux cents ouvrages, des livres d’auteurs classiques et contemporains.
Installé à Paris, il se rend néanmoins fréquemment en Alsace, il se considère comme alsacien, aussi il est profondément affecté par le conflit franco-prussien, d’autant que, dès le début de la guerre, son frère est fait prisonnier lors de la reddition de Strasbourg. Lorsque les combats se rapprochent de Paris, l’artiste s’enrôle dans la Garde nationale pour défendre la capitale. Sous l’uniforme, il va être confronté à la mort, à la faim au froid et connaître l’amertume de la défaite, toutefois, durant ces heures sombres il conserve un carnet de croquis, dont il se servira pour ses compositions réalisées dès la fin des combats. Il commence, fin 1871, un cycle de plusieurs œuvres en rapport la guerre, dont Épisode du siège de Paris (MuMA du Havre), L'Alsace (Collectivité européenne d'Alsace) ou L'Énigme (Musée d’Orsay). Toutes témoignent du profond désarroi de l’artiste face à l’annexion de son Alsace natale.

## Le tableau

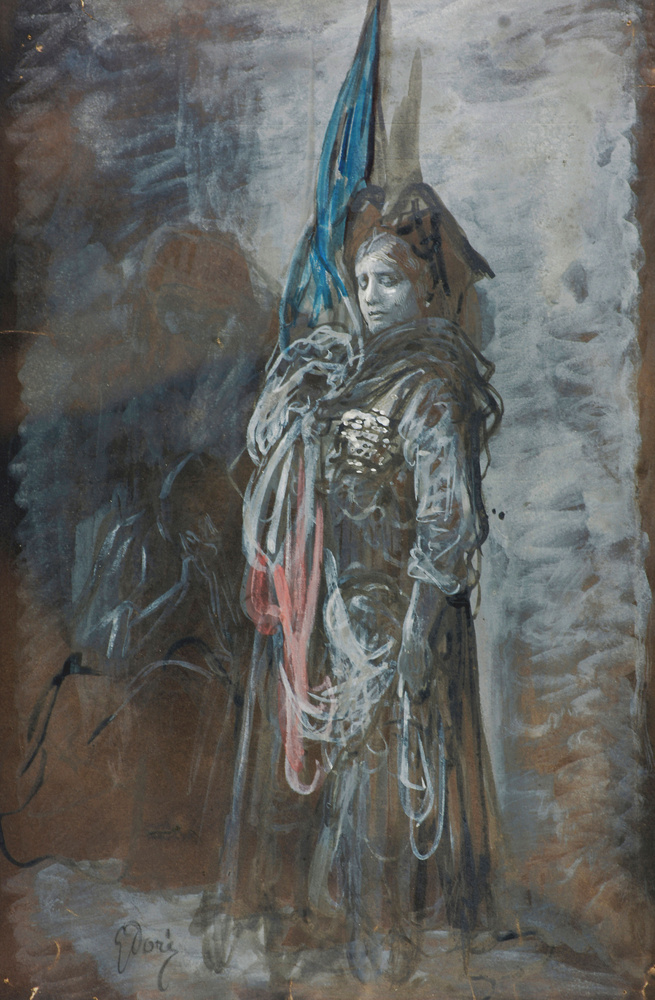
Dessin préparatoire conservé au Musée d'Art moderne et contemporain de Strasbourg

### Description
Ce tableau apocryphe (daté de 1873) et présenté au Salon de 1872, avait alors pour titre L’Alsace. C’est une grande huile sur toile de 3,20 m X 1,48 m où une veuve alsacienne serre contre son sein le drapeau français. Elle est vêtue d’un costume traditionnel de couleur sombre où, seules, brillent les broderies du plastron. Derrière elle, sur sa gauche, est assise une vieille femme avec un enfant sur les genoux. Ces deux personnages au second plan, étaient pratiquement invisibles avant la restauration du tableau. La scène baigne dans la pénombre, la lumière sépulcrale vient du haut, comme si une lucarne éclairait le fond d’un tombeau.

Le peintre s’est placé en contre-plongée pour peindre la veuve alsacienne, celle-ci n’en est que plus impressionnante. Elle a les yeux fermés, on ne peut capter sa détresse dans son regard, c’est par son attitude, son expression que le peintre cherche à nous faire partager la résignation.de son modèle. Un des journalistes présents au Salon décrit ainsi le tableau :
« Vous la connaissez tous cette Alsacienne, coiffée d’un ruban noir, qui tient, serré contre son cœur le drapeau aux trois couleurs tandis que sa mère, assise près d’elle, soigne l’enfant bien aimé, l’orphelin qui sera l’homme de la revanche ».

### Réception
Le tableau l’Alsace est présenté, parmi beaucoup d’autres, au Salon de Paris en 1872, manifestation artistique très en vogue se tenant de la fin du XVIIe siècle à 1880. Cette édition est très attendue car elle n’avait pas pu se tenir l’année précédente pour cause de guerre.
Il s’agit du principal évènement de la vie artistique parisienne depuis le XVIIe siècle, dans la mesure où la ville possédait très peu de galeries d’art. Le salon exposait généralement les œuvres des artistes agréés originellement par l'Académie royale de peinture et de sculpture créée par Mazarin, puis par l'Académie des beaux-arts. En 1872, ce sont 2 067 œuvres qui sont exposées, contre 5 485 deux ans auparavant. Beaucoup sont censurées, à l’image de l’œuvre Le pillage d’une ferme en Alsace, peinte par un contemporain de Gustave Doré, Ulmann (et conservée au musée national des Châteaux de Versailles et du Trianon).
Toutefois, les commentaires de la presse au sujet de cette œuvre sont le plus souvent très critiques mais c’est surtout le style de l’artiste, la facture du tableau, qui sont contestés. Gustave Doré, est un autodidacte dont le talent s’oppose aux académiciens et aux normes académique : en France, il est perçu comme un simple caricaturiste, au mieux comme un illustrateur. Par contre, à l’étranger et plus particulièrement dans les pays anglo-saxons, il est reconnu comme un artiste complet, l’un des premiers de sa génération.

### Différents propriétaires
Après sa première apparition au Salon de Paris de 1872, L’Alsace prend le chemin de l’Angleterre.
En 1873, elle est envoyée à la Doré Gallery de Londres, galerie ayant l’exclusivité au Royaume-Uni de la vente des œuvres de Gustave Doré.
L’année suivante, le tableau est vendu à la baronne Angela Burdett-Coutts (1814-1906). Cette femme est réputée comme étant la femme « la plus riche d’Angleterre ».
En 1922, après le décès du veuf d’Angela Burdett-Coutts, le tableau est vendu aux enchères sous le titre de La Veuve à l’étendard ou L’Alsace.
En 1963, le tableau est acheté par le Conseil général du Haut-Rhin à un marchand anglais et il porte dorénavant l’appellation de L’Alsace meurtrie. L’arrivée de ce tableau en Alsace passe totalement inaperçue. Il est installé dans l'escalier d'honneur de la préfecture du Haut-Rhin à Colmar.
En 2012, le tableau est installé dans le hall du nouvel hôtel du département du Haut-Rhin à Colmar.
En 2022, le tableau et son cadre font l’objet d’une restauration dans l'atelier Jeannette de Bœrsch. À l’automne 2022, l’œuvre restaurée retrouvera son emplacement dans le hall du bâtiment de la Collectivité européenne d’Alsace, 100, avenue d'Alsace à Colmar.